# 彭凌霄
彭凌霄（1560年—1628年），字用沈，号参柱，明代淅川安洼人（今河南省淅川县老城镇安洼村），万历二十八年（1600年）考取举人，万历三十二年（1604年），享年44岁的彭凌霄赴京参加殿试，考取进士第三甲，被任为庶吉士，万历三十八年（1610年）至天启二年（1622年），均出任朝廷的监考官。天启五年（1625年）殿试时任副总裁，后入内阁，官至礼部侍郎。天启七年（1627年）8月，因性情耿直，不畏权贵而触怒宦官被迫退隐还乡，翌年在家逝世，后被崇祯帝追封为尚书。葬于淅川老城镇东三里桥附近，墓前有石狮、石猪、石羊等，近代文革期间被砸。彭凌宵为官清廉，善于体恤民情。彭凌霄回乡后，曾主持修复马蹬龙巢寺内欧阳修读书处。

## 著作
- 《苍省轩诗稿》
- 《青松诗集》